# Water (canção de Elitsa Todorova & Stoyan Yankoulov)
Water (Alfabeto búlgaro: Вода, tradução para português: Água) foi a canção búlgara no Festival Eurovisão da Canção 2007, cantado em búlgaro por Elitsa Todorova & Stoyan Yankoulov. Esta foi a primeira vez que foi ouvida a língua búlgara no Festival Eurovisão da Canção 2007, porque as outras canções búlgaras foram cantadas em Inglês. Intitulado originalmente "Voda", a canção teve seu título traduzido para inglês para a competição.
Dado que a Bulgária não tinha terminado a edição anterior no top ten, a canção foi apresentada na semi-final. Aqui, foi a primeira canção antes da canção de Israel. No final da votação, recebeu 146 pontos, ficando em 6º lugar passando á final .
A referida canção foi interpretada em búlgaro por Elitsa Todorova & Stoyan Yankoulov. Na final foi a vigésima-primeira canção a ser interpretada na noite do festival, a seguir à canção da Roménia e antes da canção da Turquia. Terminou a competição em 5.º lugar (entre 24 participantes) tendo recebido um total de 157 pontos.

## Autores
- Letrista: Elitsa Todorova
- Compositor: Elitsa Todorova, Stoyan Yankoulov

## Letra
A canção é um número up-tempo com influências techno, bem como um berimbau de boca e percussão tradicional. Todorova canta folk inspirado em letras que tratam de uma jovem conhecer um rapaz montando um cavalo.